# Heterolocha sutschanska
Heterolocha sutschanska är en fjärilsart som beskrevs av Eugen Wehrli 1937. Heterolocha sutschanska ingår i släktet Heterolocha och familjen mätare. Inga underarter finns listade i Catalogue of Life.